# Modellnummern von Intel-Prozessoren
Der Mikroprozessorhersteller Intel bezeichnet seine Desktop- und Mobile-Produkte seit April 2004 nach dem Modellnamen mit Nummern (Model-Rating genannt). Nach diesem Bewertungssystem ist die Funktionsvielfalt eines Prozessor umso besser, je höher seine Nummer ist. Die erste Ziffer besagt, in welchem Segment die CPU angeordnet ist. Die beiden nächsten Ziffern sollen nicht die reine Leistungsfähigkeit innerhalb der Reihe darstellen, sondern auf besondere Merkmale verweisen, wie geringen Stromverbrauch oder Features wie EM64T. Doch haben vor allem im Desktopsegment Modelle mit hoher Taktfrequenz auch eine höhere Nummer. Im Mobilbereich haben aber auch Prozessoren mit geringerem Stromverbrauch höhere Nummern, trotz weitaus geringerer Taktfrequenz.
Dieses System wurde mit der Einführung der Xeon- und Pentium M Dualcore-Prozessoren Ende 2005 erweitert. So wurde ein vierstelliges Zahlenrating eingeführt, das zusammen mit einem Suffix (bei Pentium M) die Ausstattung des Prozessors bezeichnet.

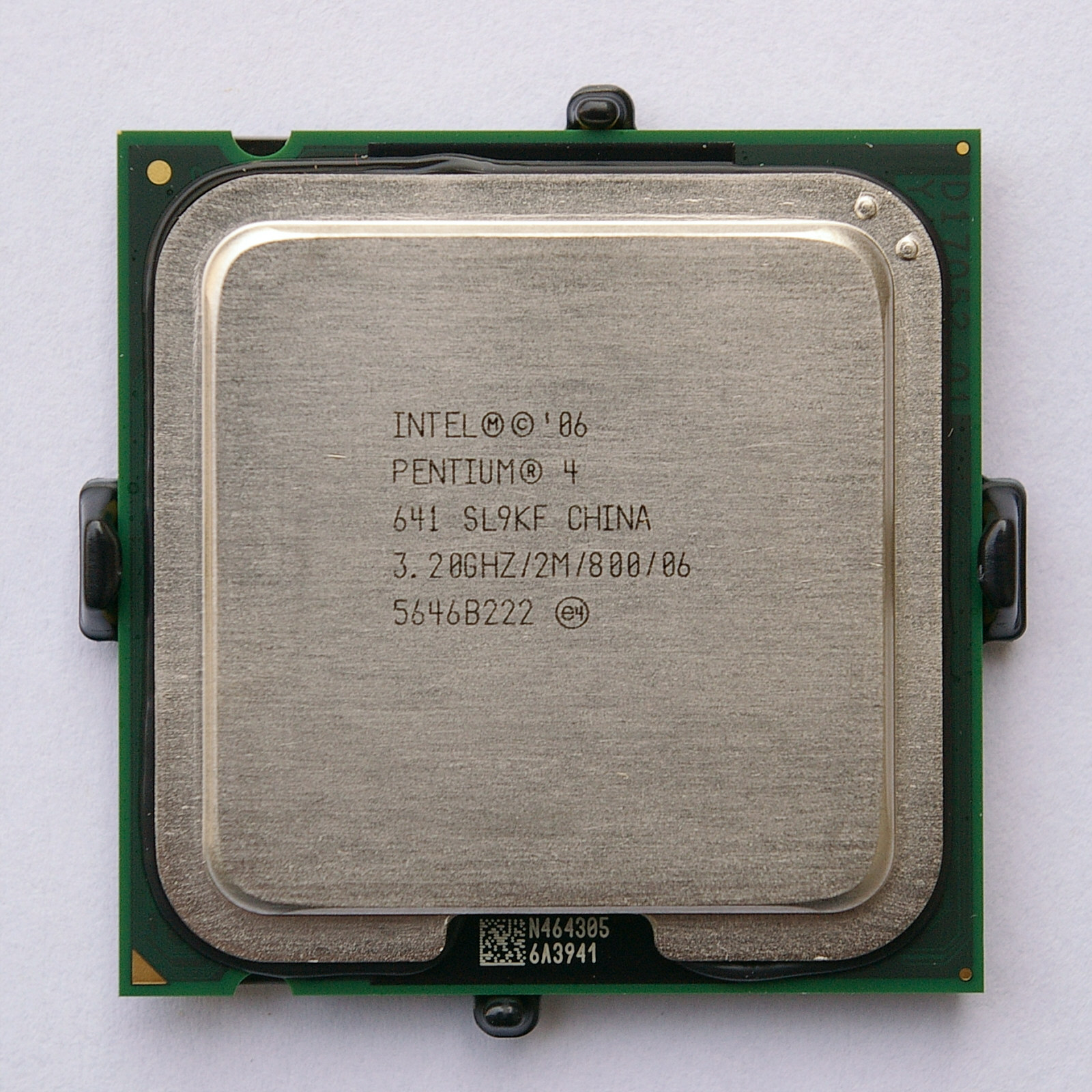
Pentium 4 „Cedar Mill“ mit Modellnummer 641

## Desktop-Prozessoren

### NetBurst-Mikroarchitektur
Alle Prozessoren besitzen MMX, SSE, SSE2 und SSE3.

#### Celeron
| Modell- nummer | Verkaufsname | Codename       | CPU- Kerne | L2- Cache | FSB | HTT | I-64 | EIST | XD | IVT | Prozess | TDP | Sockel |
| -------------- | ------------ | -------------- | ---------- | --------- | --- | --- | ---- | ---- | -- | --- | ------- | --- | ------ |
| 360            | Celeron D    | Cedar Mill-512 | 1          | 512 KB    | 533 | -   | X    | X    | X  | -   | 65 nm   | 65  | LGA775 |
| 3x0            | Celeron D    | Prescott-256   | 1          | 256 KB    | 533 | -   | -    | -    | -  | -   | 90 nm   | 84  | LGA775 |
| 3x0J           | Celeron D    | Prescott-256   | 1          | 256 KB    | 533 | -   | -    | -    | X  | -   | 90 nm   | 84  | LGA775 |
| 3x1            | Celeron D    | Prescott-256   | 1          | 256 KB    | 533 | -   | X    | X    | X  | -   | 90 nm   | 84  | LGA775 |
| 352            | Celeron D    | Cedar Mill-512 | 1          | 512 KB    | 533 | -   | X    | X    | X  | -   | 65 nm   | 86  | LGA775 |
| 355            | Celeron D    | Prescott-256   | 1          | 256 KB    | 533 | -   | X    | X    | X  | -   | 90 nm   | 84  | LGA775 |
| 3x5            | Celeron D    | Prescott-256   | 1          | 256 KB    | 533 | -   | -    | -    | -  | -   | 90 nm   |     | LGA775 |
| 3x5J           | Celeron D    | Prescott-256   | 1          | 256 KB    | 533 | -   | -    | -    | X  | -   | 90 nm   | 84  | LGA775 |
| 356            | Celeron D    | Cedar Mill-512 | 1          | 512 KB    | 533 | -   | X    | X    | X  | -   | 65 nm   | 86  | LGA775 |
| 3x6            | Celeron D    | Prescott-256   | 1          | 256 KB    | 533 | -   | X    | X    | X  | -   | 90 nm   | 84  | LGA775 |
| 347            | Celeron D    | Cedar Mill-512 | 1          | 512 KB    | 533 | -   | X    | X    | X  | -   | 65 nm   | 86  | LGA775 |

#### Pentium 4
Hinweis: Die ersten Pentium 4 Modelle mit Modellnummern und einem FSB mit 133 MHz (quadpumped FSB533) weichen von der allgemeinen Nomenklatur ab und werden in einem extra Abschnitt behandelt.
| Modell- nummer | Verkaufsname | Codename    | CPU- Kerne | L2- Cache | FSB | HTT | I-64 | EIST | XD | IVT | Prozess | TDP | Sockel |
| -------------- | ------------ | ----------- | ---------- | --------- | --- | --- | ---- | ---- | -- | --- | ------- | --- | ------ |
| 5x0            | Pentium 4    | Prescott    | 1          | 1 MB      | 800 | X   | -    | -    | -  | -   | 90 nm   | -   | LGA775 |
| 5x0F           | Pentium 4    | Prescott    | 1          | 1 MB      | 800 | -   | X    | -    | X  | -   | 90 nm   | -   | LGA775 |
| 5x0J           | Pentium 4    | Prescott    | 1          | 1 MB      | 800 | X   | -    | -    | X  | -   | 90 nm   | -   | LGA775 |
| 5x1            | Pentium 4    | Prescott    | 1          | 1 MB      | 800 | X   | X    | -    | X  | -   | 90 nm   | -   | LGA775 |
| 620            | Pentium 4    | Prescott 2M | 1          | 2 MB      | 800 | X   | X    | -    | X  | -   | 90 nm   | -   | LGA775 |
| 6x0            | Pentium 4    | Prescott 2M | 1          | 2 MB      | 800 | X   | X    | X    | X  | -   | 90 nm   | -   | LGA775 |
| 6x1            | Pentium 4    | Cedar Mill  | 1          | 2 MB      | 800 | X   | X    | X    | X  | -   | 65 nm   | -   | LGA775 |
| 6x2            | Pentium 4    | Prescott 2M | 1          | 2 MB      | 800 | X   | X    | X    | X  | X   | 90 nm   | -   | LGA775 |

#### Pentium D
| Modell- nummer | Verkaufsname | Codename   | CPU- Kerne | L2- Cache | FSB | HTT | I-64 | EIST | XD | IVT | Prozess | TDP   | Sockel |
| -------------- | ------------ | ---------- | ---------- | --------- | --- | --- | ---- | ---- | -- | --- | ------- | ----- | ------ |
| 805            | Pentium D    | Smithfield | 2          | 2 MB      | 533 | -   | X    | -    | X  | -   | 90 nm   | 95 W  | LGA775 |
| 820            | Pentium D    | Smithfield | 2          | 2 MB      | 800 | -   | X    | -    | X  | -   | 90 nm   | 95 W  | LGA775 |
| 8x0            | Pentium D    | Smithfield | 2          | 2 MB      | 800 | -   | X    | X    | X  | -   | 90 nm   | 130 W | LGA775 |
| 9x0            | Pentium D    | Presler    | 2          | 4 MB      | 800 | -   | X    | -    | X  | X   | 65 nm   | 95 W  | LGA775 |
| 9x5            | Pentium D    | Presler    | 2          | 4 MB      | 800 | -   | X    | X    | X  | -   | 65 nm   | 95 W  | LGA775 |

#### Pentium Extreme Edition
| Modell- nummer | Verkaufsname | Codename   | CPU- Kerne | L2- Cache | FSB  | HTT | I-64 | EIST | XD | IVT | Prozess | TDP   | Sockel |
| -------------- | ------------ | ---------- | ---------- | --------- | ---- | --- | ---- | ---- | -- | --- | ------- | ----- | ------ |
| 840            | Pentium EE   | Smithfield | 2          | 2 MB      | 800  | X   | X    | X    | X  | -   | 90 nm   | 130 W | LGA775 |
| 9x5            | Pentium EE   | Presler    | 2          | 4 MB      | 1066 | X   | X    | X    | X  | X   | 65 nm   | 130 W | LGA775 |

#### Ausnahmen von den Nomenklatur
Folgende Pentium 4 mit einem FSB von 133 MHz weichen stark von der üblichen Nomenklatur ab:
| Modell- nummer | Verkaufsname | Codename | CPU- Kerne | L2- Cache | FSB | HTT | I-64 | EIST | XD | IVT | Prozess | TDP | Sockel |
| -------------- | ------------ | -------- | ---------- | --------- | --- | --- | ---- | ---- | -- | --- | ------- | --- | ------ |
| 505            | Pentium 4    | Prescott | 1          | 1 MB      | 533 | -   | -    | -    | -  | -   | 90 nm   | -   | LGA775 |
| 505J           | Pentium 4    | Prescott | 1          | 1 MB      | 533 | -   | X    | -    | X  | -   | 90 nm   | -   | LGA775 |
| 506            | Pentium 4    | Prescott | 1          | 1 MB      | 533 | -   | X    | -    | X  | -   | 90 nm   | -   | LGA775 |
| 511            | Pentium 4    | Prescott | 1          | 1 MB      | 533 | -   | X    | -    | X  | -   | 90 nm   | -   | LGA775 |
| 515            | Pentium 4    | Prescott | 1          | 1 MB      | 533 | -   | -    | -    | -  | -   | 90 nm   | -   | LGA775 |
| 515J           | Pentium 4    | Prescott | 1          | 1 MB      | 533 | X   | -    | -    | X  | -   | 90 nm   | -   | LGA775 |
| 516            | Pentium 4    | Prescott | 1          | 1 MB      | 533 | -   | X    | -    | X  | -   | 90 nm   | -   | LGA775 |
| 517            | Pentium 4    | Prescott | 1          | 1 MB      | 533 | X   | X    | -    | X  | -   | 90 nm   | -   | LGA775 |
| 519            | Pentium 4    | Prescott | 1          | 1 MB      | 533 | -   | -    | -    | X  | -   | 90 nm   | -   | LGA775 |
| 519K           | Pentium 4    | Prescott | 1          | 1 MB      | 533 | -   | X    | -    | X  | -   | 90 nm   | -   | LGA775 |
| 524            | Pentium 4    | Prescott | 1          | 1 MB      | 533 | X   | X    | -    | X  | -   | 90 nm   | -   | LGA775 |

### Intel-Core-Mikroarchitektur
Alle Prozessoren besitzen MMX, SSE, SSE2, SSE3 und SSSE3.

#### Celeron
| Modellnummer | Verkaufsname      | Codename | CPU-Kerne | L2-Cache | FSB | HTT | I-64 | EIST | XD | IVT | Prozess | TDP  | Sockel |
| ------------ | ----------------- | -------- | --------- | -------- | --- | --- | ---- | ---- | -- | --- | ------- | ---- | ------ |
| 4x0          | Celeron           | Conroe-L | 1         | 512 KB   | 800 | -   | X    | -    | X  | -   | 65 nm   | 35 W | LGA775 |
| E1x00        | Celeron Dual-Core | Conroe   | 2         | 512 KB   | 800 | -   | X    | X    | X  | -   | 65 nm   | 65 W | LGA775 |
| E3x00        | Celeron Dual-Core | Wolfdale | 2         | 1 MB     | 800 | -   | X    | X    | X  | X   | 45 nm   | 65 W | LGA775 |

#### Core 2
| Modell- nummer | Verkaufsname   | Codename              | CPU- Kerne | L2- Cache | FSB  | HTT | I-64 | EIST | XD | IVT | TXT | Prozess | TDP        | Sockel |
| -------------- | -------------- | --------------------- | ---------- | --------- | ---- | --- | ---- | ---- | -- | --- | --- | ------- | ---------- | ------ |
| E4x00          | Core 2 Duo     | Allendale             | 2          | 2 MB      | 800  | -   | X    | X    | X  | -   | -   | 65 nm   | 65 W       | LGA775 |
| E6x00          | Core 2 Duo     | Allendale Conroe-2048 | 2          | 4 MB 2 MB | 1066 | -   | X    | X    | X  | X   | -   | 65 nm   | 65 W       | LGA775 |
| E6x20          | Core 2 Duo     | Conroe                | 2          | 4 MB      | 1066 | -   | X    | X    | X  | X   | -   | 65 nm   | 65 W       | LGA775 |
| E6540          | Core 2 Duo     | Conroe                | 2          | 4 MB      | 1333 | -   | X    | X    | X  | X   | -   | 65 nm   | 65 W       | LGA775 |
| E6x50          | Core 2 Duo     | Conroe                | 2          | 4 MB      | 1333 | -   | X    | X    | X  | X   | X   | 65 nm   | 65 W       | LGA775 |
| E7300          | Core 2 Duo     | Wolfdale              | 2          | 3 MB      | 1066 | -   | X    | X    | X  | -   | X   | 45 nm   | 65 W       | LGA775 |
| E7x00          | Core 2 Duo     | Wolfdale              | 2          | 3 MB      | 1066 | -   | X    | X    | X  | -   | -   | 45 nm   | 65 W       | LGA775 |
| E7600          | Core 2 Duo     | Wolfdale              | 2          | 3 MB      | 1066 | -   | X    | X    | X  | X   | -   | 45 nm   | 65 W       | LGA775 |
| E8x00          | Core 2 Duo     | Wolfdale              | 2          | 6 MB      | 1333 | -   | X    | X    | X  | X   | X   | 45 nm   | 65 W       | LGA775 |
| Q6x00          | Core 2 Quad    | Kentsfield            | 4          | 8 MB      | 1066 | -   | X    | X    | X  | X   | -   | 65 nm   | 95 W 105 W | LGA775 |
| X6800          | Core 2 Extreme | Conroe                | 2          | 4 MB      | 1066 | -   | X    | X    | X  | X   | -   | 65 nm   | 75 W       | LGA775 |
| QX6x00         | Core 2 Extreme | Kentsfield            | 4          | 8 MB      | 1066 | -   | X    | X    | X  | X   | -   | 65 nm   | 130 W      | LGA775 |
| QX6850         | Core 2 Extreme | Kentsfield            | 4          | 8 MB      | 1333 | -   | X    | X    | X  | X   | -   | 65 nm   | 130 W      | LGA775 |
| QX9650         | Core 2 Extreme | Yorkfield             | 4          | 12 MB     | 1333 | -   | X    | X    | X  | X   | -   | 45 nm   | 130 W      | LGA775 |
| Q9650          | Core 2 Quad    | Yorkfield             | 4          | 12 MB     | 1333 | -   | X    | X    | X  | X   | -   | 45 nm   | 95 W       | LGA775 |
| QX9770         | Core 2 Extreme | Yorkfield             | 4          | 12 MB     | 1600 | -   | X    | X    | X  | X   | -   | 45 nm   | 136 W      | LGA775 |

#### Pentium
| Modell- nummer | Verkaufsname      | Codename       | CPU- Kerne | L2- Cache | FSB | HTT | I-64 | EIST | XD | IVT | Prozess | TDP  | Sockel |
| -------------- | ----------------- | -------------- | ---------- | --------- | --- | --- | ---- | ---- | -- | --- | ------- | ---- | ------ |
| E2xx0          | Pentium Dual-Core | Allendale-1024 | 2          | 1 MB      | 800 | -   | X    | X    | X  | -   | 65 nm   | 65 W | LGA775 |

## Server-/Workstation-Prozessoren

### IA-64
Alle Prozessoren besitzen einen L3-Cache, der je nach Ausführung unterschiedliche Größen annehmen kann.

#### Itanium 2
| Modell- nummer | Verkaufsname | Codename  | CPU- Kerne | L2- Cache | FSB | SoEMT | I-64 | EIST | XD | IVT | Prozess | TDP   | Sockel |
| -------------- | ------------ | --------- | ---------- | --------- | --- | ----- | ---- | ---- | -- | --- | ------- | ----- | ------ |
| 9010           | Itanium 2    | Montecito | 1          | 1,25 MB   | 533 | X     | -    | -    | -  | -   | 90 nm   | 104 W |        |
| 90x0           | Itanium 2    | Montecito | 2          | 1,25 MB   | 533 | X     | -    | -    | -  | X   | 90 nm   | 104 W |        |
| 90x5           | Itanium 2    | Montecito | 2          | 1,25 MB   | 533 | X     | -    | -    | -  | X   | 90 nm   | 104 W |        |

### Intel-Core-Mikroarchitektur
Alle Prozessoren besitzen MMX, SSE, SSE2, SSE3 und SSSE3.

#### Xeon
| Modell- nummer | Verkaufsname | Codename         | CPU- Kerne | L2- Cache | FSB       | HTT | I-64 | EIST | XD | IVT | Prozess | TDP   | Sockel |
| -------------- | ------------ | ---------------- | ---------- | --------- | --------- | --- | ---- | ---- | -- | --- | ------- | ----- | ------ |
| 30x0           | Xeon UP      | Conroe Allendale | 2          | 4 MB 2 MB | 1066      | -   | X    | X    | X  | X   | 65 nm   |       | LGA775 |
| 5148 LV        | Xeon DP      | Woodcrest        | 2          | 4 MB      | 1333      | -   | X    | X    | X  | X   | 65 nm   | 40 W  | LGA771 |
| 51x0           | Xeon DP      | Woodcrest        | 2          | 4 MB      | 1066 1333 | -   | X    | X    | X  | X   | 65 nm   | 65 W  | LGA771 |
| E53x0          | Xeon DP      | Clovertown       | 4          | 8 MB      | 1066      | -   | X    | X    | X  | X   | 65 nm   | 80 W  | LGA771 |
| E53x5          | Xeon DP      | Clovertown       | 4          | 8 MB      | 1333      | -   | X    | X    | X  | X   | 65 nm   | 80 W  | LGA771 |
| X32x0          | Xeon UP      | Kentsfield       | 4          | 8 MB      | 1066      | -   | X    | X    | X  | X   | 65 nm   | 130 W | LGA775 |
| X5340          | Xeon DP      | Clovertown       | 4          | 8 MB      | 1066      | -   | X    | X    | X  | X   | 65 nm   | 80 W  | LGA771 |
| X5355          | Xeon DP      | Clovertown       | 4          | 8 MB      | 1333      | -   | X    | X    | X  | X   | 65 nm   | 120 W | LGA771 |

### NetBurst-Mikroarchitektur
Alle Prozessoren besitzen MMX, SSE, SSE2 und SSE3.

#### Xeon
| Modell- nummer | Verkaufsname | Codename | CPU- Kerne | L2- Cache | FSB      | HTT | I-64 | EIST | XD | IVT | Prozess | TDP        | Sockel     |
| -------------- | ------------ | -------- | ---------- | --------- | -------- | --- | ---- | ---- | -- | --- | ------- | ---------- | ---------- |
| 50x0           | Xeon DP      | Dempsey  | 2          | 2 MB      | 667 1066 | X   | X    | X    | X  | X   | 65 nm   | 95 W 130 W | LGA771     |
| 7041           | Xeon MP      | Paxville | 2          | 2 MB      | 667 800  | X   | X    | X    | X  | X   | 90 nm   | 165 W      | Sockel 604 |
| 70x0           | Xeon MP      | Paxville | 2          | 2 MB      | 667 800  | X   | X    | X    | X  | X   | 90 nm   | 165 W      | Sockel 604 |
| 71x0N          | Xeon MP      | Tulsa    | 2          | 2 MB      | 667      | X   | X    | X    | X  | X   | 65 nm   | 150 W      | Sockel 604 |
| 71x0M          | Xeon MP      | Tulsa    | 2          | 2 MB      | 800      | X   | X    | X    | X  | X   | 65 nm   | 150 W      | Sockel 604 |

## Notebookprozessoren

### Intel-Core-Mikroarchitektur
Alle Prozessoren mit Intel-Core-Mikroarchitektur besitzen MMX, SSE, SSE2, SSE3 und SSSE3
Hinweise:
- Prozessoren mit Vorläufern der Intel-Core-Mikroarchitektur mit den Prozessorkernen Banias und Dothan (und deren Derivaten) besitzen kein SSE3 und SSSE3!
- Prozessoren mit Vorläufern der Intel-Core-Mikroarchitektur mit dem Prozessorkern Yonah (und dessen Derivaten) besitzen kein SSSE3!

#### Celeron M
| Modell- nummer | Verkaufsname  | Codename    | CPU- Kerne | L2- Cache | FSB | HTT | Intel64 | EIST | XD | IVT | Prozess | TDP   | Sockel     |
| -------------- | ------------- | ----------- | ---------- | --------- | --- | --- | ------- | ---- | -- | --- | ------- | ----- | ---------- |
| 3x0 (bis 340)  | Celeron M     | Banias-512  | 1          | 512 KB    | 400 | -   | -       | -    | -  | -   | 130 nm  | -     | Sockel 479 |
| 3x0 (350/360)  | Celeron M     | Dothan-1024 | 1          | 1 MB      | 400 | -   | -       | -    | -  | -   | 90 nm   | 21 W  | Sockel 479 |
| 3x0 (ab 370)   | Celeron M     | Dothan-1024 | 1          | 1 MB      | 400 | -   | -       | -    | X  | -   | 90 nm   | 21 W  | Sockel 479 |
| 3x0J           | Celeron M     | Dothan-1024 | 1          | 1 MB      | 400 | -   | -       | -    | X  | -   | 90 nm   | 21 W  | Sockel 479 |
| 333            | Celeron M ULV | Banias-512  | 1          | 512 KB    | 400 | -   | -       | -    | X  | -   | 130 nm  | -     | Sockel 479 |
| 383            | Celeron M ULV | Dothan-1024 | 1          | 1 MB      | 400 | -   | -       | -    | X  | -   | 90 nm   | 5,5 W | Sockel 479 |
| 3x3            | Celeron M ULV | Dothan-1024 | 1          | 512 KB    | 400 | -   | -       | -    | X  | -   | 90 nm   | 5,5 W | Sockel 479 |
| 4x0            | Celeron M     | Yonah-1024  | 1          | 1 MB      | 533 | -   | -       | -    | X  | -   | 65 nm   | 27 W  | Sockel 479 |
| 4x3            | Celeron M ULV | Yonah-1024  | 1          | 1 MB      | 533 | -   | -       | -    | X  | -   | 65 nm   | 5,5 W | Sockel 479 |
| 5x0            | Celeron M     | Merom-1024  | 1          | 1 MB      | 533 | -   | X       | -    | X  | -   | 65 nm   | 30 W  | Sockel 479 |

#### Core
| Modell- nummer | Verkaufsname  | Codename | CPU- Kerne | L2- Cache | FSB | HTT | I-64 | EIST | XD | IVT | Prozess | TDP   | Sockel     |
| -------------- | ------------- | -------- | ---------- | --------- | --- | --- | ---- | ---- | -- | --- | ------- | ----- | ---------- |
| L2x00          | Core Duo LV   | Yonah    | 2          | 2 MB      | 667 | -   | -    | X    | X  | -   | 65 nm   | 15 W  | Sockel 479 |
| T1x00          | Core Solo     | Yonah    | 1          | 2 MB      | 667 | -   | -    | X    | X  | -   | 65 nm   | 27 W  | Sockel 479 |
| T2x00          | Core Duo      | Yonah    | 2          | 2 MB      | 667 | -   | -    | X    | X  | X   | 65 nm   | 31 W  | Sockel 479 |
| T2x50          | Core Duo      | Yonah    | 2          | 2 MB      | 533 | -   | -    | X    | X  | X   | 65 nm   | 31 W  | Sockel 479 |
| T2x00E         | Core Duo      | Yonah    | 2          | 2 MB      | 667 | -   | -    | X    | X  | -   | 65 nm   | 31 W  | Sockel 479 |
| U1x00          | Core Solo ULV | Yonah    | 1          | 2 MB      | 533 | -   | -    | X    | X  | -   | 65 nm   | 5,5 W | Sockel 479 |
| U2x00          | Core Duo ULV  | Yonah    | 2          | 2 MB      | 533 | -   | -    | X    | X  | -   | 65 nm   | 9,5 W | Sockel 479 |

#### Core 2
| Modell- nummer                | Verkaufsname   | Codename      | CPU- Kerne | L2- Cache | FSB | HTT | I-64 | EIST | XD | IVT | Prozess | TDP  | Sockel     |
| ----------------------------- | -------------- | ------------- | ---------- | --------- | --- | --- | ---- | ---- | -- | --- | ------- | ---- | ---------- |
| T5200 T5300                   | Core 2 Duo     | Merom-2048    | 2          | 2 MB      | 533 | -   | X    | X    | X  | -   | 65 nm   | 34 W | Sockel 479 |
| T5250 T5450                   | Core 2 Duo     | Merom-2048    | 2          | 2 MB      | 667 | -   | X    | X    | X  | -   | 65 nm   | 34 W | Sockel P   |
| T5270 T5470                   | Core 2 Duo     | Merom-2048    | 2          | 2 MB      | 800 | -   | X    | X    | X  | -   | 65 nm   | 34 W | Sockel P   |
| T5500 T5600                   | Core 2 Duo     | Merom-2048    | 2          | 2 MB      | 667 | -   | X    | X    | X  | -   | 65 nm   | 34 W | Sockel 479 |
| T7200 T7400 T7600             | Core 2 Duo     | Merom         | 2          | 4 MB      | 667 | -   | X    | X    | X  | X   | 65 nm   | 34 W | Sockel 479 |
| T7100 T7300 T7500 T7700 T7800 | Core 2 Duo     | Merom         | 2          | 4 MB      | 800 | -   | X    | X    | X  | X   | 65 nm   | 35 W | Sockel P   |
| X7800 X7900                   | Core 2 Extreme | Merom         | 2          | 4 MB      | 800 | -   | X    | X    | X  | X   | 65 nm   | 44 W | Sockel P   |
| L7200 L7400                   | Core 2 Duo LV  | Merom         | 2          | 4 MB      | 667 | -   | X    | X    | X  | X   | 65 nm   | 17 W | Sockel 479 |
| L7300 L7500                   | Core 2 Duo LV  | Merom         | 2          | 4 MB      | 800 | -   | X    | X    | X  | X   | 65 nm   | 17 W | Sockel P   |
| U7x00                         | Core 2 Duo ULV | Merom-2048 L2 | 2          | 2 MB      | 533 | -   | X    | X    | X  | X   | 65 nm   | 10 W | Sockel 479 |
| T8100 T8300                   | Core 2 Duo     | Penryn-3072   | 2          | 3 MB      | 800 | -   | X    | X    | X  | X   | 45 nm   | 35 W | Sockel P   |
| T9300 T9500                   | Core 2 Duo     | Penryn        | 2          | 6 MB      | 800 | -   | X    | X    | X  | X   | 45 nm   | 35 W | Sockel P   |

#### Pentium
| Modell- nummer | Verkaufsname      | Codename   | CPU- Kerne | L2- Cache | FSB | HTT | I-64 | EIST | XD | IVT | Prozess | TDP | Sockel     |
| -------------- | ----------------- | ---------- | ---------- | --------- | --- | --- | ---- | ---- | -- | --- | ------- | --- | ---------- |
| T2xx0          | Pentium Dual-Core | Yonah-1024 | 2          | 1 MB      | 533 | -   | -    | X    | X  | X   | 65 nm   |     | Sockel 479 |

#### Pentium M
| Modell- nummer | Verkaufsname  | Codename | CPU- Kerne | L2- Cache | FSB | HTT | I-64 | EIST | XD | IVT | Prozess | TDP   | Sockel     |
| -------------- | ------------- | -------- | ---------- | --------- | --- | --- | ---- | ---- | -- | --- | ------- | ----- | ---------- |
| 710            | Pentium M     | Dothan   | 1          | 2 MB      | 400 | -   | -    | X    | -  | -   | 90 nm   | 21 W  | Sockel 479 |
| 7x0            | Pentium M     | Dothan   | 1          | 2 MB      | 533 | -   | -    | X    | X  | -   | 90 nm   | 27 W  | Sockel 479 |
| 713            | Pentium M ULV | Banias   | 1          | 1 MB      | 400 | -   | -    | X    | -  | -   | 130 nm  | -     | Sockel 479 |
| 7x3            | Pentium M ULV | Dothan   | 1          | 2 MB      | 400 | -   | -    | X    | -  | -   | 90 nm   | 5,5 W | Sockel 479 |
| 7x3J           | Pentium M ULV | Dothan   | 1          | 2 MB      | 400 | -   | -    | X    | X  | -   | 90 nm   | 5,5 W | Sockel 479 |
| 705            | Pentium M     | Banias   | 1          | 1 MB      | 400 | -   | -    | X    | -  | -   | 130 nm  | -     | Sockel 479 |
| 7x5            | Pentium M     | Dothan   | 1          | 2 MB      | 400 | -   | -    | X    | -  | -   | 90 nm   | 21 W  | Sockel 479 |
| 718            | Pentium M LV  | Banias   | 1          | 1 MB      | 400 | -   | -    | X    | -  | -   | 130 nm  | -     | Sockel 479 |
| 7x8            | Pentium M LV  | Dothan   | 1          | 2 MB      | 400 | -   | -    | X    | -  | -   | 90 nm   | 10 W  | Sockel 479 |

### NetBurst-Mikroarchitektur
Alle Prozessoren besitzen MMX, SSE, SSE2 und SSE3.

#### Mobile Pentium 4
| Modell- nummer | Verkaufsname     | Codename | CPU- Kerne | L2- Cache | FSB | HTT | I-64 | EIST | XD | IVT | Prozess | TDP  | Sockel |
| -------------- | ---------------- | -------- | ---------- | --------- | --- | --- | ---- | ---- | -- | --- | ------- | ---- | ------ |
| 5x2            | Mobile Pentium 4 | Prescott | 1          | 1 MB      | 533 | X   | X    | X    | X  | -   | 90 nm   | 88 W | LGA775 |
| 5x8            | Mobile Pentium 4 | Prescott | 1          | 1 MB      | 533 | X   | X    | X    | X  | -   | 90 nm   | 88 W | LGA775 |